# Kanalheizung
Die Kanalheizung ist eine ehemals vor allem in Orangerien angewandte Heiztechnik, ähnlich der Hypokaustenheizung. 
Der Unterbau der Orangerien bestand meist aus Sand oder gestampftem Lehm, mit einer Lehmschicht oder Steinplatten als eigentlichem Boden darüber. Diese Bodenbauformen wurden gewählt, um Gieß- und Schwitzwasser gut abführen zu können und damit der Bildung von Staunässe vorzubeugen. Alte Orangerien litten deswegen unter Fußkälte. Man versuchte durch bessere Öfen diesem Nachteil beizukommen, als beste Lösung entwickelte sich dann die Kanalheizung. 
In den Lehm- oder Sandboden wurden Kanäle (kanalartige Furchen) eingegraben, mit Tonziegeln ausgelegt und anschließend mit Materialien wie Lehm, Ton, Mist oder Asphaltstoffen abgedichtet. Mit dem direkt vom Ofen kommenden zentralen Rauchgaskanal, dem Wolf, verteilte man die heißen Rauchgase der Feuerung in diese unter dem Boden liegenden Kanäle. Deren andere Enden vereinigten sich zum zentralen Abgaskanal, dem Fuchs, der in den oder die Schornsteine mündete.